# Heinrich Keimig
Heinrich Keimig, född 12 juni 1913 i Leiselheim, död 15 januari 1966 i Offenbach am Main, var en tysk handbollsspelare.
Keimig blev olympisk mästare i handboll vid sommarspelen 1936 i Berlin.